# Trzebiccy herbu Łabędź
Trzebiccy – rodzina szlachecka herbu Łabędź wywodząca się z Trzebicznej w ziemi sieradzkiej.
Marcin (1572-1657), kasztelan wieluński, pochowany w kościele Dominikanów w Piotrkowie. Jego brat, Marcin Stanisław był kustoszem, archidiakonem i dziekanem krakowskim. Zmarł w 1678 i został pochowany w kościele św. Piotra w Krakowie.
Dziećmi Marcina byli: Jadwiga, zamężna z Wojciechem Cieńskim i Andrzej, biskup krakowski.
Bratankami biskupa Andrzeja Trzebickiego byli: Stanisław, chorąży sieradzki (1674), Maciej, wojski wieluński i Zofia, która wyszła za Piotra Kobierzyckiego, wnosząc mu w posagu wieś Drużbice.